# Александріна де Блешам

Герб Бонапарта

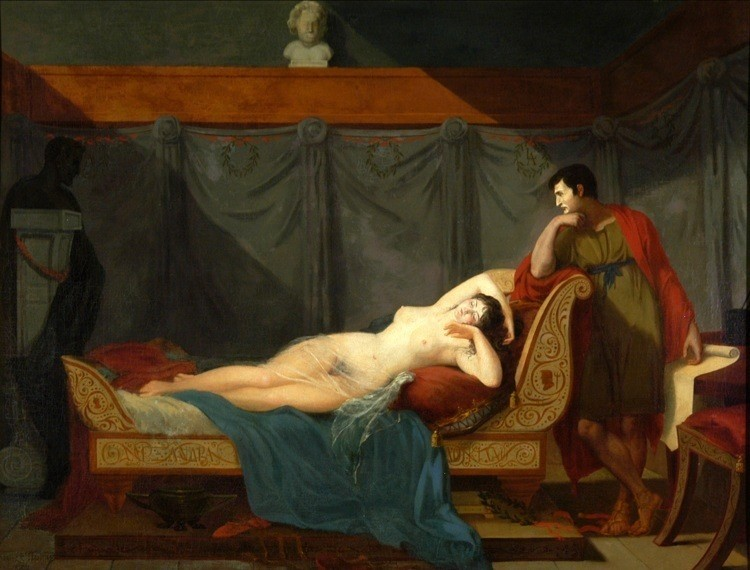
Худ. Г. Гійон-Летьєрі. «Сон Венери» (Александріна де Блеш і Люсьєн Бонапарт. 1802

Марі-Лоуренс-Шарлотта-Луїза-Александріна де Блеш-Бонапарт (фр. Alexandrine de Bleschamp ; 23 лютого 1778, Кале — 13 липня 1855, Сенігаллія, Італія) — французька аристократка, друга дружина Люсьєна Бонапарта, молодшого брата Наполеона Бонапарта.

## Життєпис
Александріна де Блешам народилась 1778 року в родині постачальника королівського флоту. Навчалася в монастирі августинских сестер у Версалі, після чого допомагала батькові під час його торгових поїздок Францією.
У 1795 році 17-річною переїхала до Парижу і стала частим гостем різних столичних салонів. На одному з балів вона зустріла банкіра Іполіта Жубертона. Одружилась з ним у грудні 1795 року, народила одну дитину — дочку Анну в 1799 році. Незабаром чоловік збанкрутував. У пошуках щастя він залишив дружину і дитину і вирушив на Гаїті в корпус генерала Леклерка, але в червні 1802 року він захворів на на жовту гарячку і помер. Вдова була відома як «Мадам Жубертон».
Перша дружина Люсьєна Бонапарта — Христина Буає в 1800 році померла. У 1801 році познайомився з Александріною і 23 жовтня 1803 року вони одружилися.
Спроби Наполеона одружити овдовілого Люсьєна на своїй пасербиці Гортензії де Богарне не увінчалися успіхом, адже він вважав за краще одружуватися з Александріною де Блеш, що викликало невдоволення Наполеона, який заявив, що він ніколи не визнає цей шлюб законним. Наполеон використовував всі можливі способи тиску, щоб розлучити її зі своїм братом. Йому це не вдалося, і Александріна пройшла зі своїм чоловіком усіма етапами вигнання: в Римі, в Англії і, нарешті, в Каніно під Вітербо.
У 1840 році овдовіла, уряд французької монархії в липні дозволило їй оселитися в Парижі. Там вона підтримувала зв'язки з Віктором Гюго, Альфонсом де Ламартіном та іншими письменниками, виступала у пресі.
Близько 1849 року покинула Францію і оселилася в Сінігаллії (нині Сенігаллія) на березі Адріатичного моря. Після указу Наполеона III в червні 1853 року, який дав її дітям та їхнім нащадкам титул князів Імперії — без будь-яких прав на престол, вона написала йому лист, повного обурення, назвавши його «благодать» новою образою та виявом жорстокості.
Померла два роки по тому в Італії.

## Родина
У шлюбі Александріни де Блеш та Люсьєна Бонапарта народилося десятеро дітей:
1. Шарль Люсьєн (1803–1857), князь Каніно, видатний зоолог; у 1822 році одружився з Зенаїдою, донькою Жозефа Бонапарта
2. Летиція (1804–1871); чоловік (з 1821 року) — сер Томас Вайз
3. Жозеф (1806–1807)
4. Жанна (1807–1829); чоловік (з 1825 року) — Онорато, маркіз Онорати
5. Поль Бонапарт (1808–1827)
6. Луї Люсьєн (1813–1891), лінгвіст, фахівець з баскської мови; дружини: (в 1832-50 роках) Марія-Анна Чеккі та (з 1891 року) Клеменс Річард
7. П'єр Наполеон (1815–1881); дружина — дочка робітника Юстін Елеонор Рюффьє.
8. Антуан (1816–1877); дружина (з 1839 року) — Кароліна Марія Анна Кардіналі
9. Марія Александріна (1818–1874); чоловік (з 1836 року) — Вінченцо, граф Валентини ді Лавіа
10. Констанція (1823–1876), настоятелька монастиря Святого Серця в Римі.

Доньку Александріни від першого шлюбу Анну Люсьєн Бонапарт удочерив.